# Draft 2018 de la NBA
2017 2019
La draft 2018 de la NBA est la 72e draft annuelle de la National Basketball Association (NBA), se déroulant en amont de la saison 2018-2019. Elle a eu lieu le jeudi 21 juin 2018 au Barclays Center de Brooklyn et a été retransmise sur la chaîne de ESPN aux États-Unis et sur BeIN Sports en France.
La draft de la NBA est un événement annuel où les joueurs des universités ayant au moins 19 ans le jour de la draft et ayant quitté le lycée depuis au minimum 1 an sont choisis pour jouer dans une équipe professionnelle de la National Basketball Association (NBA). Les joueurs étrangers de plus de 19 ans sont eux aussi éligibles.
La loterie pour désigner la franchise qui choisit en première un joueur, consiste en une loterie pondérée : parmi les équipes non qualifiées en playoffs, les chances de remporter le premier choix sont de 25% pour la plus mauvaise équipe, et de 0,5% pour la « moins mauvaise », où chaque équipe se voit confier aléatoirement 250 à 5 combinaisons différentes.
Deandre Ayton en provenance des Wildcats de l'Arizona, est sélectionné en premier choix par les Suns de Phoenix. C'est Luka Dončić, 3e choix des Mavericks de Dallas, qui remporte le titre de NBA Rookie of the Year à l'issue de la saison.

## Règles d'éligibilité
La draft est menée en vertu des règles d'admissibilité établies dans la nouvelle convention collective de 2011, désignée sous le terme de Collective Bargaining Agreement ou CBA. Cette convention est signée entre la ligue et le syndicat des joueurs. Le CBA qui a mis fin au lock-out de 2011 n'a institué aucun changement immédiat à la draft, mais a appelé à un comité de propriétaires et de joueurs pour discuter des changements à venir. À partir de 2012, les règles d'admissibilité de base pour la draft sont listés ci-dessous :
- Tous les joueurs repêchés (draftés) doivent avoir au moins 19 ans au cours de l'année civile de la draft. En termes de dates, les joueurs admissibles au repêchage de 2017 doivent être nés avant le 31 décembre 1998[5].
- Tout joueur qui n'est pas un « joueur international », tel que défini par le CBA, doit être retiré au moins un an de sa classe de lycée[5]. Le CBA définit les « joueurs internationaux » comme des joueurs qui ont résidé de manière permanente en dehors des États-Unis pendant trois ans avant la draft, qui n'ont pas terminé l'école secondaire aux États-Unis, et n'ont jamais été inscrits dans un collège ou une université américaine[5].

L'exigence de base pour l'admissibilité automatique pour un joueur américain est l'achèvement de son admissibilité au collège. Les joueurs qui répondent à la définition du CBA des « joueurs internationaux » sont automatiquement admissibles si leur 22e anniversaire tombe pendant l'année civile de la draft (c'est-à-dire nés avant le 31 décembre 1995). Les joueurs américains qui ont arrêté au moins un an leurs études secondaires et qui ont joué au basket-ball dans les ligues mineures avec une équipe en dehors de la NBA sont également automatiquement admissibles.
Un joueur qui n'est pas automatiquement admissible doit déclarer son éligibilité pour la draft en informant les bureaux NBA par écrit au plus tard 60 jours avant la draft. Pour la draft de 2015, cette date est tombée le 26 avril. Selon les règles de la NCAA, les joueurs ont seulement jusqu'en avril pour se retirer de la draft et de maintenir leur admissibilité au collège.
Un joueur qui a embauché un agent perd son admissibilité pour les années de collège restantes. En outre, le CBA permet à un joueur de se retirer de la draft à deux reprises.

## Candidats
Voici les 92 candidats se présentant officiellement et définitivement à cette draft. (Ne prend pas en compte tous les joueurs seniors automatiquement éligibles à l'issue de leurs quatre années universitaires).

### Joueurs universitaires
| - Deng Adel – F, Louisville - Rawle Alkins – G, Arizona - Mike Amius - F, Western Carolina - Kóstas Antetokoúnmpo – F, Dayton - DeAndre Ayton – C, Arizona - Marvin Bagley – F/C, Duke - Mohamed Bamba – C, Texas - Keita Bates-Diop – F, Ohio State - Tashawn Berry - G, Dakota College - Leron Black – F, Illinois - Jordan Brangers - G, South Plains College - Mikal Bridges – F, Villanova - Miles Bridges – F, Michigan State - Bruce Brown Jr. – G, Miami - Troy Brown Jr. – F, Oregon - Jalen Brunson – G, Villanova - Elijah Bryant - G, BYU - Tony Carr – G, Penn State - Wendell Carter Jr. – F/C, Duke - Kameron Chatman – F, Détroit - Bryant Crawford - G, Wake Forest - Eric Davis – G, Texas - Tyler Davis – C, Texas A&M - Marcus Derrickson - F, Georgetown - Hamidou Diallo - G, Kentucky - Donte DiVincenzo - G, Villanova - Dikembe Dixson – F, UIC - Trevon Duval – G, Duke - Drew Eubanks – F, Oregon State - Jacob Evans – G, Cincinnati - Tremaine Fraisier - G, Westchester CC - Melvin Frazier – G, Tulane - Wenyen Gabriel - F, Kentucky - Kaiser Gates - F, Xavier - Shai Gilgeous-Alexander – G, Kentucky - DJ Hogg - F, Texas A&M - Aaron Holiday – G, UCLA - Kevin Huerter - G, Maryland - Chandler Hutchison - F, Boise State - DeAngelo Isby - G, Utah State | - Jaren Jackson Jr. – F, Michigan State - Justin Jackson – F, Maryland - Ismaila Kane - F, Atlanta Metropolitan - Devonte Klines - G, Montana State - Kevin Knox – F, Kentucky - Terry Larrier – F, Connecticut - Marquez Letcher-Ellis - F, Rice - Makinde London - F, Chattanooga - Brandon McCoy – C, UNLV - De'Anthony Melton – G, USC - Chimezie Metu – F, USC - Shake Milton – G, SMU - Max Montana - F, San Diego State - Doral Moore - C, Wake Forest - Malik Newman – G, Kansas - A.J. Nywesh - G, Minnesota State-Moorhead - Josh Okogie – G, Georgia Tech - Ajdin Penava - F, Marshall - Michael Porter Jr. – F, Missouri - Jerome Robinson – G, Boston College - Mitchell Robinson – C, Chalmette High School - Brandon Sampson - G, LSU - Corey Sanders – G, Rutgers - Collin Sexton – G, Alabama - Landry Shamet – G, Wichita State - Yankuba Sima - C, Oklahoma State - Anfernee Simons – G, IMG Academy - Fred Sims Jr. - G, Chicago State - Zhaire Smith – G, Texas Tech - Ray Spalding – F, Louisville - Omari Spellman - F, Villanova - Khyri Thomas – G, Creighton - Gary Trent Jr. – G, Duke - Allonzo Trier – G, Arizona - Jarred Vanderbilt - F, Kentucky - Moritz Wagner – F, Michigan - Lonnie Walker – F, Miami - Robert Williams – F, Texas A&M - Trae Young – G, Oklahoma |

### Joueurs internationaux
| - Isaac Bonga - G/F, Francfort Skyliners (Allemagne) - Luka Dončić – G/F, Real Madrid (Espagne) - Tryggvi Hlinason – C, Valencia BC (Espagne) - Michal Kolenda - F, Trefl Sopot (Pologne) - Arnoldas Kulboka - F, Upea Capo d'Orlando (Italie) - Rodions Kurucs- F, FC Barcelone (Espagne) - Džanan Musa – G, Cedevita Zagreb (Croatie) - Williams Narace - F, SLUC Nancy (France) - Élie Okobo – G, Pau-Lacq-Orthez (France) - Issuf Sanon – G, Union Olimpija (Slovénie) - Filip Zagrajski - G, KK Beli Manastir (Croatie) |

### Autres joueurs candidats automatiquement
Le critère d'admissibilité varie légèrement selon que le joueur est « international » ou non.
Pour les joueurs non internationaux, le contrat peut être avec une équipe non américaine.
La citoyenneté n'est pas un critère pour déterminer si un joueur est "international" sous le CBA.
Pour qu'un joueur soit "international" sous le CBA, il doit répondre à tous les critères suivants :
- Résident à l'extérieur des États-Unis depuis au moins trois ans au moment de la draft.
- N'a pas terminé son cursus universitaire.
- N'a jamais été inscrit dans une université américaine.

- LiAngelo Ball – SG, BC Prienai (Lituanie)
- Billy Preston – PF, KK Igokea (Bosnie-Herzégovine)

## Loterie de la draft
Les 14 premiers choix de la draft appartiennent aux équipes qui ont raté les playoffs NBA, aussi appelés séries éliminatoires par les francophones d'Amérique du Nord. L'ordre a été déterminé par un tirage au sort. La loterie (lottery) a déterminé les trois équipes qui obtiennent les trois premiers choix de la draft (et leur ordre de choix). Les choix de premier tour restant et les choix du deuxième tour sont affectés aux équipes dans l'ordre inverse de leur bilan victoires-défaites lors de la saison 2017-2018. La loterie de la draft a eu lieu le 15 mai 2018. Pour la première fois de leur histoire, les Suns de Phoenix obtiennent le premier choix.
Ci-dessous les chances de chaque équipe pour la loterie de la draft 2018.
| ^ | Signale le résultat de la loterie |

| Équipe                  | Bilan 2017-2018 | Chances d'avoir la loterie | Choix | Choix | Choix | Choix | Choix | Choix | Choix | Choix | Choix | Choix | Choix | Choix | Choix | Choix |
| Équipe                  | Bilan 2017-2018 | Chances d'avoir la loterie | 1er   | 2e    | 3e    | 4e    | 5e    | 6e    | 7e    | 8e    | 9e    | 10e   | 11e   | 12e   | 13e   | 14e   |
| ----------------------- | --------------- | -------------------------- | ----- | ----- | ----- | ----- | ----- | ----- | ----- | ----- | ----- | ----- | ----- | ----- | ----- | ----- |
| Suns de Phoenix         | 21-61           | 250                        | ^25,0 | 21,5  | 17,8  | 35,7  | —     | —     | —     | —     | —     | —     | —     | —     | —     | —     |
| Grizzlies de Memphis    | 22-60           | 199                        | 19,9  | 18,8  | 17,1  | ^31,9 | 12,3  | —     | —     | —     | —     | —     | —     | —     | —     | —     |
| Mavericks de Dallas     | 24-58           | 156                        | 15,6  | 15,7  | 15,6  | 22,6  | ^26,5 | 4,0   | —     | —     | —     | —     | —     | —     | —     | —     |
| Hawks d'Atlanta         | 24-58           | 119                        | 11,9  | 12,6  | ^13,3 | 9,9   | 35,0  | 16,1  | 1,3   | —     | —     | —     | —     | —     | —     | —     |
| Magic d'Orlando         | 25-57           | 88                         | 8,8   | 9,7   | 10,7  | —     | 26,1  | ^36,0 | 8,4   | 0,4   | —     | —     | —     | —     | —     | —     |
| Bulls de Chicago        | 27-55           | 63                         | 6,3   | 7,1   | 8,1   | —     | —     | 44,0  | ^30,4 | 4,0   | 0,1   | —     | —     | —     | —     | —     |
| Kings de Sacramento     | 27-55           | 43                         | 4,3   | ^4,9  | 5,8   | —     | —     | —     | 59,9  | 23,2  | 1,8   | 0,0   | —     | —     | —     | —     |
| Nets de Brooklyn        | 28-54           | 19                         | 1,9   | 2,2   | 2,7   | —     | —     | —     | —     | ^72,4 | 19,7  | 1,1   | 0,0   | —     | —     | —     |
| Knicks de New York      | 29-53           | 19                         | 1,9   | 2,2   | 2,7   | —     | —     | —     | —     | —     | ^78,4 | 14,3  | 0,5   | 0,0   | —     | —     |
| Lakers de Los Angeles   | 35-47           | 18                         | 1,8   | 2,1   | 2,5   | —     | —     | —     | —     | —     | —     | ^84,6 | 8,7   | 0,2   | 0,0   | —     |
| Hornets de Charlotte    | 36-46           | 8                          | 0,8   | 0,9   | 1,2   | —     | —     | —     | —     | —     | —     | —     | ^90,7 | 6,3   | 0,1   | 0,0   |
| Pistons de Détroit      | 39-43           | 7                          | 0,7   | 0,8   | 1,0   | —     | —     | —     | —     | —     | —     | —     | —     | ^93,5 | 3,9   | 0,0   |
| Clippers de Los Angeles | 42-40           | 6                          | 0,6   | 0,7   | 0,9   | —     | —     | —     | —     | —     | —     | —     | —     | —     | ^96,0 | 1,8   |
| Nuggets de Denver       | 46-36           | 5                          | 0,5   | 0,6   | 0,7   | —     | —     | —     | —     | —     | —     | —     | —     | —     | —     | ^98,2 |

## Draft

### Légende
| ^ | Signale un joueur qui a été intronisé au Basketball Hall of Fame                                                                |
| * | Signale un joueur qui a été sélectionné pour au moins un match annuel NBA All-Star Game et une récompense annuelle All-NBA Team |
| + | Signale un joueur qui a été sélectionné pour au moins un match annuel NBA All-Star Game                                         |
| x | Signale un joueur qui a été sélectionné pour au moins une récompense annuelle All-NBA Team                                      |
| R | Signale le joueur qui a remporté le titre de NBA Rookie of the Year                                                             |
| m | Signale un joueur qui a remporté le titre de MVP au cours de sa carrière                                                        |

### Premier tour
| Choix | Nom                        | Position          | Nationalité        | Équipe                                                                       | Provenance                     |
| ----- | -------------------------- | ----------------- | ------------------ | ---------------------------------------------------------------------------- | ------------------------------ |
| 1     | DeAndre Ayton              | Pivot             | Bahamas            | Suns de Phoenix                                                              | Wildcats de l'Arizona          |
| 2     | Marvin Bagley              | Ailier fort Pivot | États-Unis         | Kings de Sacramento                                                          | Blue Devils de Duke            |
| 3     | Luka Dončić* R             | Meneur            | Slovénie           | Hawks d'Atlanta (envoyé à Dallas)                                            | Real Madrid (Espagne)          |
| 4     | Jaren Jackson Jr.+         | Ailier fort       | États-Unis         | Grizzlies de Memphis                                                         | Spartans de Michigan State     |
| 5     | Trae Young*                | Meneur            | États-Unis         | Mavericks de Dallas (envoyé à Atlanta)                                       | Sooners de l'Oklahoma          |
| 6     | Mohamed Bamba              | Pivot             | États-Unis         | Magic d'Orlando                                                              | Longhorns du Texas             |
| 7     | Wendell Carter Jr.         | Pivot             | États-Unis         | Bulls de Chicago                                                             | Blue Devils de Duke            |
| 8     | Collin Sexton              | Meneur            | États-Unis         | Cavaliers de Cleveland (en provenance de Brooklyn via Boston)                | Crimson Tide de l'Alabama      |
| 9     | Kevin Knox                 | Ailier            | États-Unis         | Knicks de New York                                                           | Wildcats du Kentucky           |
| 10    | Mikal Bridges              | Ailier            | États-Unis         | 76ers de Philadelphie (en provenance des L.A. Lakers, envoyé à Phoenix)      | Wildcats de Villanova          |
| 11    | Shai Gilgeous-Alexander* m | Arrière           | Canada             | Hornets de Charlotte (envoyé aux L.A. Clippers)                              | Wildcats du Kentucky           |
| 12    | Miles Bridges              | Ailier            | États-Unis         | Clippers de Los Angeles (en provenance de Détroit, envoyé à Charlotte)       | Spartans de Michigan State     |
| 13    | Jerome Robinson            | Arrière           | États-Unis         | Clippers de Los Angeles                                                      | Eagles de Boston College       |
| 14    | Michael Porter Jr.         | Ailier            | États-Unis         | Nuggets de Denver                                                            | Tigers du Missouri             |
| 15    | Troy Brown Jr.             | Ailier            | États-Unis         | Wizards de Washington                                                        | Ducks de l'Oregon              |
| 16    | Zhaire Smith               | Arrière           | États-Unis         | Suns de Phoenix (en provenance de Miami, envoyé à Philadelphie)              | Red Raiders de Texas Tech      |
| 17    | Donte DiVincenzo           | Arrière           | États-Unis         | Bucks de Milwaukee                                                           | Wildcats de Villanova          |
| 18    | Lonnie Walker              | Arrière           | États-Unis         | Spurs de San Antonio                                                         | Hurricanes de Miami            |
| 19    | Kevin Huerter              | Arrière           | États-Unis         | Hawks d'Atlanta (en provenance du Minnesota)                                 | Terrapins du Maryland          |
| 20    | Josh Okogie                | Arrière           | États-Unis         | Timberwolves du Minnesota (en provenance d'Oklahoma City via Utah)           | Yellow Jackets de Georgia Tech |
| 21    | Grayson Allen              | Arrière           | États-Unis         | Jazz de l'Utah                                                               | Blue Devils de Duke            |
| 22    | Chandler Hutchison         | Arrière Ailier    | États-Unis         | Bulls de Chicago (en provenance de la Nouvelle-Orléans)                      | Broncos de Boise State         |
| 23    | Aaron Holiday              | Meneur            | États-Unis         | Pacers de l'Indiana                                                          | Bruins d'UCLA                  |
| 24    | Anfernee Simons            | Arrière           | États-Unis         | Trail Blazers de Portland                                                    | IMG Academy                    |
| 25    | Moritz Wagner              | Ailier fort       | Allemagne          | Lakers de Los Angeles (en provenance de Cleveland via Portland et Cleveland) | Wolverines du Michigan         |
| 26    | Landry Shamet              | Arrière           | États-Unis         | 76ers de Philadelphie                                                        | Shockers de Wichita State      |
| 27    | Robert Williams            | Ailier fort Pivot | États-Unis         | Celtics de Boston                                                            | Aggies de Texas A&M            |
| 28    | Jacob Evans                | Arrière           | États-Unis         | Warriors de Golden State                                                     | Bearcats de Cincinnati         |
| 29    | Džanan Musa                | Ailier            | Bosnie-Herzégovine | Nets de Brooklyn (en provenance de Toronto)                                  | KK Cedevita (Croatie)          |
| 30    | Omari Spellman             | Ailier fort       | États-Unis         | Hawks d'Atlanta (en provenance de Houston via L.A. Clippers)                 | Wildcats de Villanova          |

### Deuxième tour
| Choix | Nom                    | Position           | Nationalité | Équipe                                                                                             | Provenance                              |
| ----- | ---------------------- | ------------------ | ----------- | -------------------------------------------------------------------------------------------------- | --------------------------------------- |
| 31    | Élie Okobo             | Meneur             | France      | Suns de Phoenix                                                                                    | Pau-Lacq-Orthez (France)                |
| 32    | Jevon Carter           | Meneur             | États-Unis  | Grizzlies de Memphis                                                                               | Mountaineers de la Virginie-Occidentale |
| 33    | Jalen Brunson*         | Meneur             | États-Unis  | Mavericks de Dallas                                                                                | Wildcats de Villanova                   |
| 34    | Devonte' Graham        | Meneur             | États-Unis  | Hawks d'Atlanta                                                                                    | Jayhawks du Kansas                      |
| 35    | Melvin Frazier         | Ailier             | États-Unis  | Magic d'Orlando                                                                                    | Green Wave de Tulane                    |
| 36    | Mitchell Robinson      | Pivot              | États-Unis  | Knicks de New York                                                                                 | Chalmette High School                   |
| 37    | Gary Trent Jr.         | Arrière            | États-Unis  | Kings de Sacramento (en provenance de Chicago via Oklahoma City, envoyé à Portland)                | Blue Devils de Duke                     |
| 38    | Khyri Thomas           | Arrière            | États-Unis  | 76ers de Philadelphie (en provenance de Brooklyn, envoyé à Détroit)                                | Bluejays de Creighton                   |
| 39    | Isaac Bonga            | Ailier             | Allemagne   | 76ers de Philadelphie (en provenance de New York)                                                  | Francfort Skyliners (Allemagne)         |
| 40    | Rodions Kurucs         | Ailier             | Lettonie    | Nets de Brooklyn (en provenance des L.A. Lakers via Orlando et Toronto)                            | FC Barcelone (Espagne)                  |
| 41    | Jarred Vanderbilt      | Ailier             | États-Unis  | Magic d'Orlando (en provenance des Hornets de Charlotte via Memphis et Phoenix, envoyé à Denver)   | Wildcats du Kentucky                    |
| 42    | Bruce Brown Jr.        | Arrière            | États-Unis  | Pistons de Détroit                                                                                 | Hurricanes de Miami                     |
| 43    | Justin Jackson         | Ailier             | Canada      | Nuggets de Denver (en provenance des L.A. Clippers via Philadelphie et New York, envoyé à Orlando) | Terrapins du Maryland                   |
| 44    | Issuf Sanon            | Meneur             | Ukraine     | Wizards de Washington                                                                              | Union Olimpija (Italie)                 |
| 45    | Hamidou Diallo         | Arrière            | États-Unis  | Nets de Brooklyn (en provenance de Milwaukee transféré à Oklahoma City via Charlotte)              | Wildcats du Kentucky                    |
| 46    | De'Anthony Melton      | Arrière            | États-Unis  | Rockets de Houston (en provenance de Miami via Memphis)                                            | Trojans d'USC                           |
| 47    | Sviatoslav Mykhaïliouk | Arrière            | Ukraine     | Lakers de Los Angeles (en provenance de Denver via Utah et Chicago)                                | Jayhawks du Kansas                      |
| 48    | Keita Bates-Diop       | Ailier             | États-Unis  | Timberwolves du Minnesota                                                                          | Buckeyes d'Ohio State                   |
| 49    | Chimezie Metu          | Ailier fort        | États-Unis  | Spurs de San Antonio                                                                               | Trojans d'USC                           |
| 50    | Alize Johnson          | Ailier fort        | États-Unis  | Pacers de l'Indiana                                                                                | Bears de Missouri State                 |
| 51    | Tony Carr              | Meneur             | États-Unis  | Pelicans de La Nouvelle-Orléans (en provenance de Chicago via Miami)                               | Nittany Lions de Penn State             |
| 52    | Vincent Edwards        | Ailier             | États-Unis  | Jazz de l'Utah                                                                                     | Boilermakers de Purdue                  |
| 53    | Devon Hall             | Arrière            | États-Unis  | Thunder d'Oklahoma City                                                                            | Cavaliers de la Virginie                |
| 54    | Shake Milton           | Arrière            | États-Unis  | Mavericks de Dallas (en provenance de Portland via Denver, envoyé à Philadelphie)                  | Mustangs de SMU                         |
| 55    | Arnoldas Kulboka       | Ailier             | Lituanie    | Hornets de Charlotte (en provenance de Cleveland via Brooklyn et Philadephie)                      | Orlandina Basket (Italie)               |
| 56    | Ray Spalding           | Ailier fort        | États-Unis  | 76ers de Philadelphie (envoyé à Dallas)                                                            | Cardinals de Louisville                 |
| 57    | Kevin Hervey           | Ailier fort        | États-Unis  | Thunder d'Oklahoma City (en provenance de Boston)                                                  | Mavericks de Texas-Arlington            |
| 58    | Thomas Welsh           | Pivot              | États-Unis  | Nuggets de Denver (en provenance de Golden State)                                                  | Bruins d'UCLA                           |
| 59    | George King            | Arrière            | États-Unis  | Suns de Phoenix (en provenance de Toronto)                                                         | Buffaloes du Colorado                   |
| 60    | Kóstas Antetokoúnmpo   | Ailier Ailier fort | Grèce       | 76ers de Philadelphie (en provenance de Houston, envoyé à Dallas)                                  | Flyers de Dayton                        |

## Joueurs notables non draftés
| Nom                | Position    | Nationalité              | Provenance         |
| ------------------ | ----------- | ------------------------ | ------------------ |
| Chris Chiozza      | Meneur      | États-Unis               | Florida            |
| Drew Eubanks       | Pivot       | États-Unis               | Oregon State       |
| Wenyen Gabriel     | Ailier fort | Soudan du Sud États-Unis | Kentucky           |
| Brandon Goodwin    | Meneur      | États-Unis               | Florida Gulf Coast |
| Jordan McLaughlin  | Meneur      | États-Unis               | USC                |
| Malik Newman       | Arrière     | États-Unis               | Kansas             |
| Kendrick Nunn      | Meneur      | États-Unis               | Oakland            |
| Theo Pinson        | Ailier      | États-Unis               | North Carolina     |
| Cameron Reynolds   | Arrière     | États-Unis               | Tulane             |
| Duncan Robinson    | Arrière     | États-Unis               | Michigan           |
| Brandon Sampson    | Arrière     | États-Unis               | LSU                |
| Jae'Sean Tate      | Arrière     | États-Unis               | Ohio State         |
| Allonzo Trier      | Arrière     | États-Unis               | Arizona            |
| Yuta Watanabe      | Ailier      | Japon                    | George Washington  |
| Johnathan Williams | Ailier fort | États-Unis               | Gonzaga            |
| Kenrich Williams   | Ailier      | États-Unis               | TCU                |